# Європеїзація
Європеїзація (англ. Europeanisation або Europeanization) — як концептуальна модель європейських студій (науки про походження, становлення, розвиток і т. д. ЄС) з'явилася у середині 90х років минулого століття, коли були застосовані перші спроби проаналізувати вплив європейської інтеграції на інституції (державні установи) та політику країн членів ЄС та кандидатів (на членство).
Мабуть найпершу дефініцію цього феномену дав у 1994 році Роберт Ладрех (Robert Ladrech)
«поступовий процес, який переорієнтовує напрям та форми (внутрішніх) політик до того рівня, коли європейська політична та економічна динаміка стає частиною організаційної (конструктивної) логіки національної політики та її утворення».
«an incremental process reorienting the direction and shape of politics to the degree that EC political and economic dynamics become part of the organizational logic of national politics and policy-making».(Europeanization of Domestic Politics and Institutions: The Case of France,	in:Journal of Common Market Studies 32/1, 1994)
За іншою дефініцією — це процес змін на внутрішньому політичному рівні, рівні політичних акцентів(преференцій) та інституцій спричинений адаптаційним тиском, який походить від процесу європейської інтеграції.
« […] the process of change at the domestic levels of policies, preferences and institutions originated by the adaptation pressures generated by the European integration process.»(Green, Caporaso, Risse 2001: Transforming Europe: Europeanisation and Domestic Change)

## Двосторонній процес
У сучасній західній політології Європеїзацію використовують переважно для пояснення мінливих відносин між ЕС та його членами. Слід зауважити, що це взаємний процес, коли і ЕС і його члени впливають одне на одного — two way exchange: both uploading and downloading of ideas and practices by domestic actors. (Bache/George 2006:75)
Останнім часом феномен Європеїзації також використовують у стосунках з країнами-кандидатами (див. Schimmelfennig, Frank 2007: Europeanization beyond Europe, Living Reviews in European Governance 2; Escribano, Gonzalo 2006: Europeanisation without Europe?
The Mediterranean and the Neighbourhood Policy) та у стосунках з сусідніми країнами-нечленами ЕС (див. Stephan Hofer 2007: Unwelcome Europeans. EU External Governance and Shallow
Europeanisation in Ukraine; Kataryna Wolczuk 2004: Integration without Europeanisation:
Ukraine and its Policy towards the European Union).

## Як можна класифікувати Європеїзацію?
Узагальнено, сучасну дослідницьку науку з цього феномену можна розділити на внутрішню та зовнішню Європеїзацію.
Внутрішня Європеїзація (EU-Specific Europeanization)- вплив членства ЕС на:

- внутрішню політику (політичні процеси та активність акторів);
- інституційний (тобто формальний, конституційний)порядок, та
- змістовний вимір політики (тобто різні її види — аграрна політика, міграційна політика тощо).

«The effects of EU membership on domestic politics, policies, and polities.»(Héritier et al.2001;Buller and Gamble 2002)
Зовнішня Європеїзація (Non EU-Specific Europeanization)- трансфер політичних ідей і практик ЕС за його межі.
 (Olsen 2002,2003)
Теоретичні дослідження з цієї наукової проблеми можна також розділити на літературу першої ґенерації (first generation studies) та другої ґенерації (second generation studies).

- Дослідження першої ґенерації були сфокусовані на видимих змінах спричинених адаптаційним тиском (Європеїзацією). Різниця у відношеннях (між різними членами ЕС та адаптаційним тиском)пояснювалась різним рівнем пасування або непасування (fit, misfit) між європейським рівнем (законодавча база — acquis communautaire, директиви, рішення…) та домашнім рівнем.
- Дослідження другої ґенерації робили більший наголос на змінах у когнітивному плані (ідеї, цінності тощо) ніж на короткострокових (безпосередньо видимих) змінах.

## Механізми Європеїзації
Для визначення різних шаблонів Європеїзації (відповідно до природи тиску згори — від ЕС) деякі теоретики розділяють три механізми Європеїзації: інституційний, когнітивний та механізм відповідності до норм ЕС(як правило недискримінаційних норм внутрішнього ринку). Кожний з цих механізмів відповідає одному з трьох типів утворення європейської політики (policy-making): позитивна інтеграція, негативна інтеграція та рамкова інтеграція (positive, negative and framing integration).

### Інституційний Механізм
Цей механізм відповідає першому типу утворення політики ЕС (позитивній інтеграції), завдяки якому ЕС може здійснювати найбільший тиск на своїх членів. Внутрішня трансформація країн-членів зумовлюється конкретними інституційними вимогами і положеннями, які є обов'язковими для всіх (також для кандидатів на членство) і мають бути впровадженими на домашньому рівні.

### Механізм відповідності
Механізм відповідності відповідає за другий тип утворення політики ЕС — негативну інтеграцію. У цьому випадку країни-члени не зобов'язані перейняти певну інституційну модель, але зобов'язані привести внутрішні закони/положення/регулювання у відповідність до недискримінаційних норм функціонування внутрішнього ринку ЕС. Це веде до перерозподілу влади та ресурсів, а також до змін опортуністичних структур між домашніми акторами.

### Когнітивний механізм
Третій механізм є найслабкішою формою тиску/впливу ЕС і відповідає за третій тип утворення європейської політики — рамкову інтеграцію. Ціль цього механізму спрямована на те, щоб підготувати ґрунт для майбутніх змін на домашньому рівні. Завдяки спрямованій європейській стимуляції та підтримці прореформаторських акторів/течій змінюється внутрішній політичний клімат у певній країні. Таким чином трансформація відбувається посередньо через зміни на когнітивному рівні домашніх акторів (тобто на рівні їхніх очікувань, цінностей, переконань тощо). Цей механізм застосовується як правило тоді, коли ЕС має слабкий вплив на певний тип внутрішньої політики (наприклад енергетична, зовнішня та аграрна політика).
Слід зауважити, що ці механізми не виключають один одного. В залежності від типу політики вони є присутніми у тій чи іншій суміші/комбінації.

## Європеїзація чи глобалізація?
Доволі спірним залишається питання про природу змін на європейському рівні та у сусідніх країнах.
Чи спричинені ці зміни дійсно (і лише) впливом ЕС, чи вони є відголосом більш масштабного та всесвітнього процесу — глобалізації? Відомо, що ЕС не є одним єдиним (і найпотужнішим) актором на світовій арені, і тому не може виключно впливати на країни третього світу (Україна наприклад). У 90х роках то були більше міжнародні фінансові установи, які стояли за трансформаційним процесом у країнах східної та центральної Європи.
Слушно припустити, що навіть без ЕС та його Європеїзації країни як Україна та і сама Європа змушені були б пристосовуватися до глобальних змін навколо і постійно модернізовуватися.
«[…]although Europeanization has led to some liberalization, there are good reasons to believe that the later [liberalization of member states] would have diffused to most if not all member states even in the absence of distinct structures of governance at the European level». David Levi-Faur 2004:4.

## Додаткова література
- Hennis, Marjoleine 2001: Europeanization and Globalization: The Missing Link, in: Journal of Common Market Studies 39, 829-50.
- Ross, George 1998: European Integration and Globalization, in: Axtmann, Roland: Globalization and Europe. Theoretical and Empirical Investigations. London, Pinter, 164-83.